# Westtoren

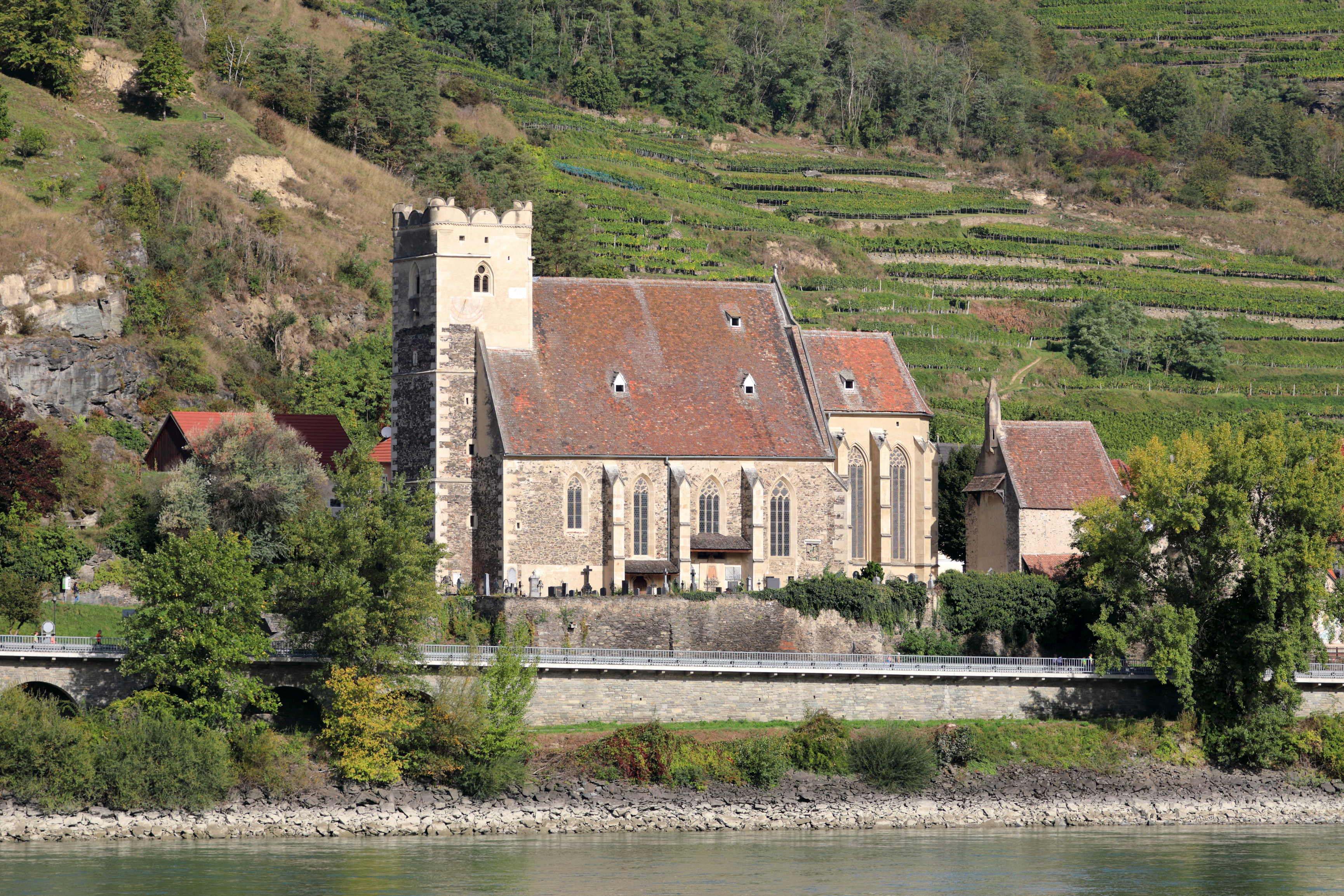
De Sint Michaelskerk in Weißenkirchen in der Wachau, gebouwd op een Keltische offerplaats.

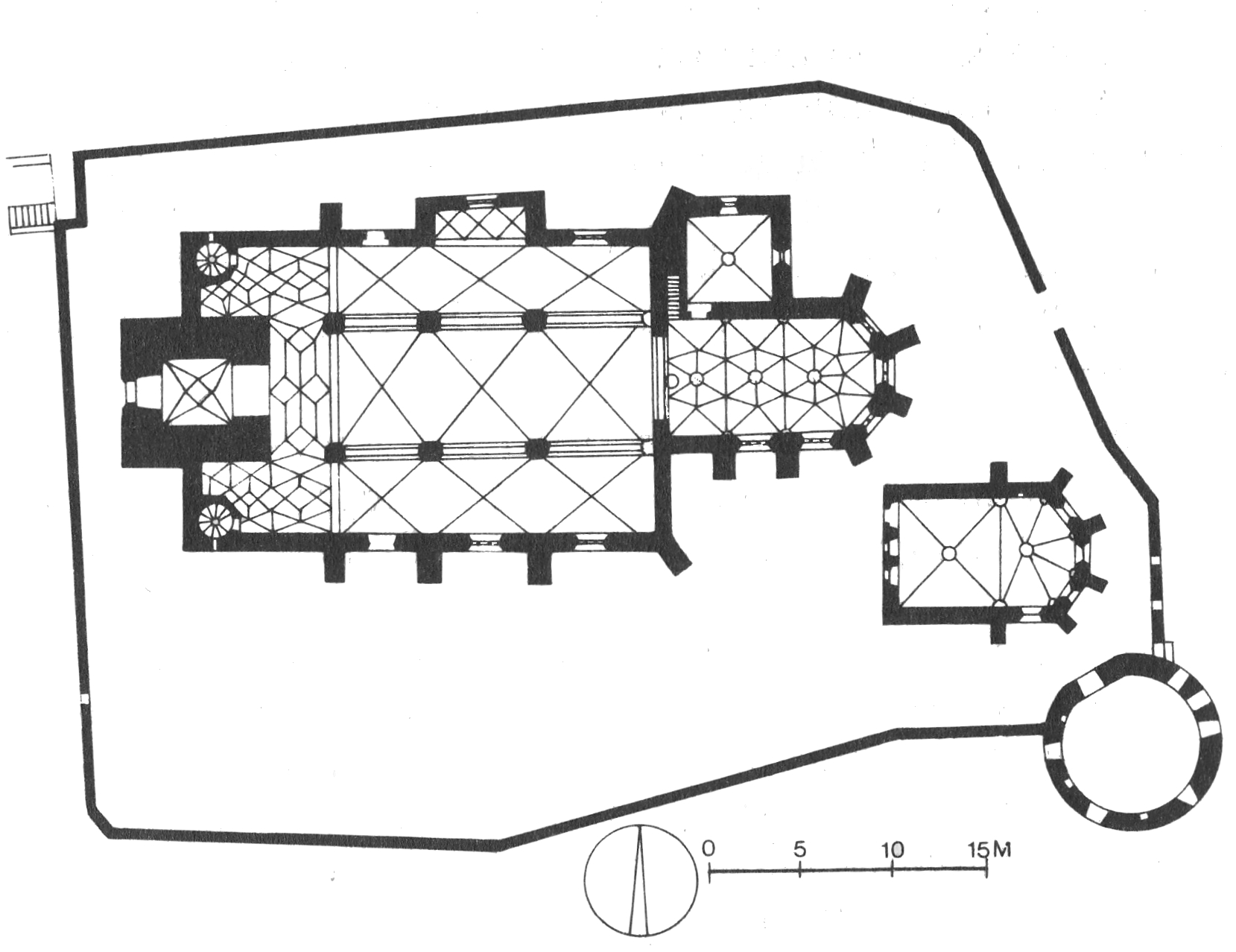
Plattegrond van de Sint Michaelskerk in Weißenkirchen in der Wachau. De oriëntering van deze zeer oude kerk en het in 1395 bijgebouwde knekelhuisje toont een lichte afwijking. In werkelijkheid is de afwijking veel groter, gedwongen door de krappe ruimte op het plateau.

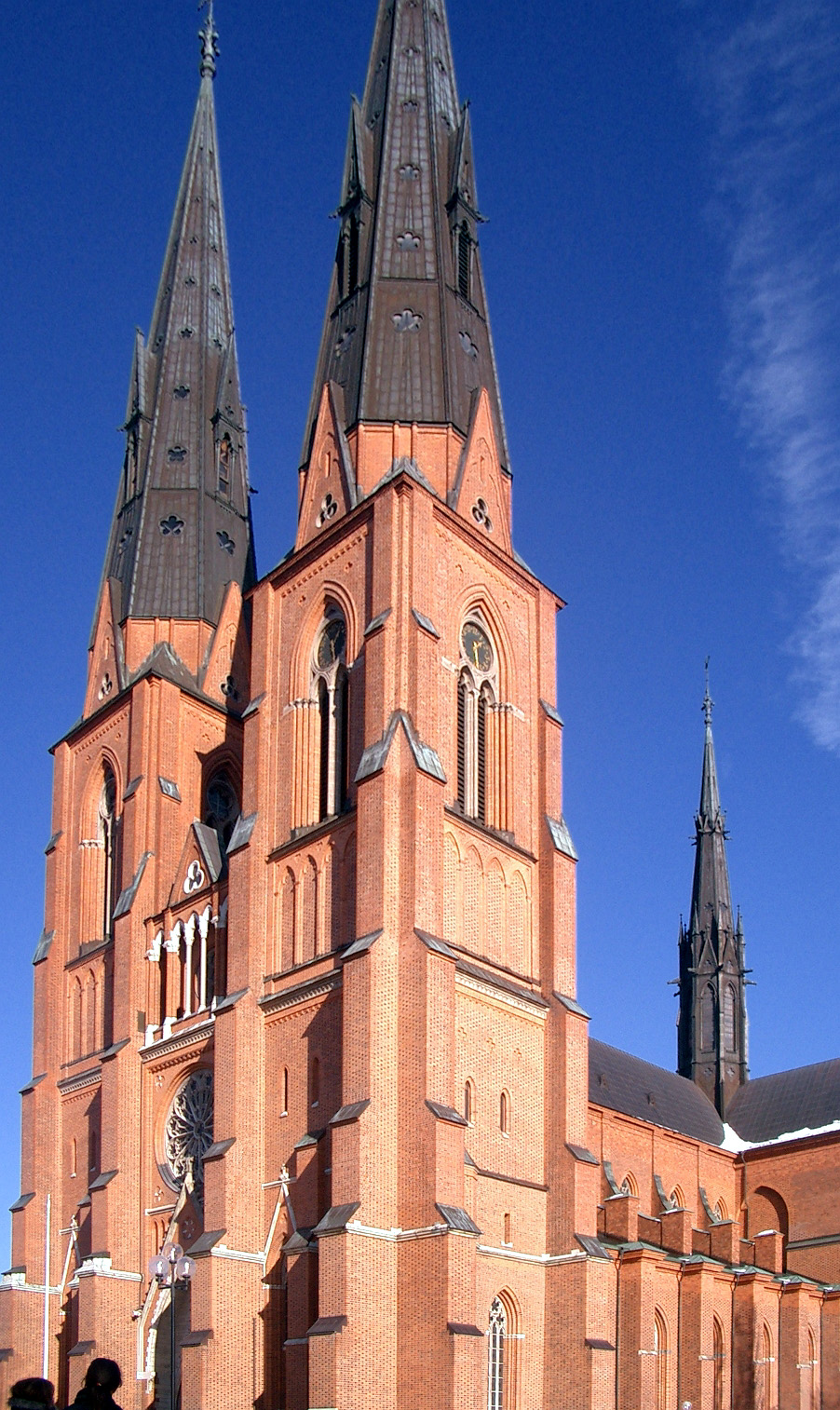
De kathedraal van Uppsala

Een westtoren of westertoren is van oorsprong een kerktoren die gebouwd is aan het westelijke uiteinde van een kerkgebouw, maar sinds de gewoonte losgelaten is om kerken te oriënteren, wordt de term losser gebruikt. In het huidige gebruik kan de term verwijzen naar prominente torens aan het eind van kerkgebouwen, ongeacht de positie ten opzichte van het kerkschip.

## Oorsprong
In de 11e eeuw werd het gebruikelijk om kerken te voorzien van torens. In die tijd waren kerkgebouwen meestal georiënteerd, dat wil zeggen dat het koor naar het oosten was gericht, de richting van waaruit de zon opkomt, dus het licht over de wereld opgaat. En, nog meer symbolisch, voor West-Europa de richting van Jeruzalem.
Waar mogelijk gebeurde de oriëntering vrij nauwkeurig, maar in krappe ruimtes kon er afgeweken worden, bijvoorbeeld bij de Sint Michaelskerk in Weißenkirchen in der Wachau. Deze zeer oude weerkerk, op een kunstmatig terras aan de Donau, is eerder noordoost dan oost gericht.
Torens konden op allerlei plaatsen aan of in de kerk gebouwd worden, maar vaak werd gekozen voor een of twee torens boven of naast de hoofdingang, en dus aan de westzijde van de kerk. Bij twee torens kan dan gesproken worden van een zuidtoren en een noordtoren. Kerkgebouwen waren meestal langwerpig, al dan niet met een transept, waardoor een kruisvormige plattegrond ontstond.

## Verwatering van de term
De regel dat het koor op het oosten gericht moet zijn, wordt vanaf de 16e eeuw minder strikt toegepast. Vanaf de 19e eeuw kijken architecten meer naar inpassing in het straatbeeld dan naar oriëntering. De plattegrond is dan nog steeds meestal langwerpig met een koor aan het ene uiteinde en een of twee torens aan het andere uiteinde. Die torens worden soms nog steeds 'westtorens' genoemd, ook als ze bijvoorbeeld aan de oostkant staan.

## Voorbeeld
Bijstaande foto van de kathedraal van Uppsala is vanuit het zuidwesten genomen. Er zijn twee westtorens te zien, ofwel links de noordtoren en rechts de zuidtoren. Daarachter het schip met helemaal rechts staat de transept met op de kruising een vieringtoren. Niet zichtbaar, maar in het verlengde van het schip ligt het koor, op het oosten.